# Liga Femenina de Básquetbol 2022-23
La Liga Femenina de Básquetbol de 2022-23 fue la sexta temporada de dicha competencia. Por primera vez se disputó una temporada durante el verano, coincidiendo el calendario con las demás competencias profesionales de básquet de argentina. En la misma participaron 12 equipos, máxima cantidad de participantes logradas hasta esta edición. La temporada comenzó el 29 de octubre de 2022 y finalizó el 30 de marzo de 2023, tras una serie al mejor de cinco finales. El campeón fue el Deportivo Berazategui, quien derrotó en tres juegos a Quimsa de Santiago del Estero consiguiendo así su sexto campeonato y tercero consecutivo. El premio de jugadora más valiosa (MVP) fue para Sofía Wolf, base del equipo campeón.

## Equipos participantes
| Club                  | Origen                                   | Estadio                              |
| --------------------- | ---------------------------------------- | ------------------------------------ |
| Ameghino              | Villa María, Córdoba                     | La Leonera                           |
| Ciclista Olímpico     | La Banda, Santiago del Estero            | Vicente Rosales                      |
| Deportivo Berazategui | Berazategui, Buenos Aires                |                                      |
| Ferro Carril Oeste    | Ciudad de Buenos Aires                   | Héctor Etchart                       |
| Instituto             | Córdoba, Córdoba                         | Ángel Sandrín                        |
| Montmartre            | Catamarca, Catamarca                     | Polideportivo Fray Mamerto Esquiu    |
| Obras Basket          | Ciudad de Buenos Aires                   | Obras Sanitarias, El Templo del Rock |
| Pacífico              | Neuquén, Neuquén                         | Viejo Ramírez                        |
| Quimsa                | Santiago del Estero, Santiago del Estero | Ciudad                               |
| Riachuelo             | La Rioja, La Rioja                       | Superdomo                            |
| Tomás de Rocamora     | Concepción del Uruguay, Entre Ríos       | Julio Paccagnella                    |
| Unión Florida         | Florida, Buenos Aires                    |                                      |

## Formato de competencia
Los doce participantes se dividen en dos grupos llamados conferencias y cada conferencia cuenta con seis participantes. Dentro de cada grupo los equipos se enfrentan los unos a los otros cuatro veces, dos veces auspician cómo locales y dos veces cómo visitantes de cada rival. Cada equipo que resulte vencedor obtendrá dos puntos, mientras que los equipos que pierdan los encuentros reciben un punto. Los equipos serán ordenados según los resultados obtenidos durante esta etapa y esta clasificación es tenida en cuenta para la segunda instancia del torneo, los play-offs.
Al finalizar la primera ronda de encuentros los cuatro mejores equipos, dos por conferencia, clasifican a un torneo intermedio llamado "Final Four".
En cuanto a los planteles, el requisito fue que cada equipo tuviese 8 fichas mayores, 4 sub-20 y el resto de las jugadoras juveniles. Todas las jugadoras debieron ser inscriptas en una lista de buena fe, presentada previo al inicio del torneo. Se mantuvieron las modificaciones al reglamento propuestas por FIBA y ya aplicadas en la edición anterior del torneo, como la duración de los partidos reducida a 32 minutos (cuatro cuartos de 8 minutos) y el pase de 5 a 4 en las faltas necesarias para la expulsión, entre otros cambios.

## Desarrollo del torneo

### Primera fase; fase regular

#### Conferencia norte
| Equipo | Equipo                 | PJ | PG | PP | Pts |
| ------ | ---------------------- | -- | -- | -- | --- |
| 1.º    | Quimsa                 | 20 | 17 | 3  | 37  |
| 2.º    | Montmartre             | 20 | 11 | 9  | 31  |
| 3.º    | Instituto              | 20 | 10 | 10 | 30  |
| 4.º    | Ciclista Olímpico      | 20 | 8  | 12 | 28  |
| 5.º    | Riachuelo (La Rioja)   | 20 | 8  | 12 | 28  |
| 6.º    | Ameghino (Villa María) | 20 | 6  | 14 | 26  |

|  |                               |
|  | Clasificados a los play-offs. |
|  | Clasificados al play-in.      |

| Instituto         | 36-65 | Quimsa            | Ángel Sandrín                     | 29 de octubre   | 17:00 |
| Montmartre        | 39-59 | Riachuelo (LR)    | Polideportivo Fray Mamerto Esquiu | 29 de octubre   | 18:00 |
| Ameghino (VM)     | 47-42 | Ciclista Olímpico | La Leonera                        | 29 de octubre   | 19:00 |
| Instituto         | 53-37 | Ciclista Olímpico | Ángel Sandrín                     | 30 de octubre   | 17:00 |
| Ameghino (VM)     | 49-51 | Quimsa            | La Leonera                        | 30 de octubre   | 19:00 |
| Ciclista Olímpico | 47-40 | Riachuelo (LR)    | Vicente Rosales                   | 5 de noviembre  | 19:00 |
| Quimsa            | 54-35 | Montmartre        | Ciudad                            | 5 de noviembre  | 19:00 |
| Ameghino (VM)     | 50-54 | Instituto         | La Leonera                        | 6 de noviembre  | 18:00 |
| Quimsa            | 53-55 | Riachuelo (LR)    | Ciudad                            | 6 de noviembre  | 19:00 |
| Ciclista Olímpico | 58-54 | Montmartre        | Vicente Rosales                   | 6 de noviembre  | 19:00 |
| Riachuelo (LR)    | 58-65 | Ameghino (VM)     | Superdomo                         | 11 de noviembre | 19:00 |
| Montmartre        | 51-47 | Ameghino (VM)     | Fray Mamerto Esquiu               | 12 de noviembre | 19:00 |
| Riachuelo (LR)    | 50-63 | Instituto         | Superdomo                         | 12 de noviembre | 19:00 |
| Montmartre        | 41-54 | Instituto         | Fray Mamerto Esquiu               | 13 de noviembre | 19:00 |
| Quimsa            | 44-43 | Ciclista Olímpico | Ciudad                            | 14 de noviembre | 20:30 |
| Instituto         | 49-37 | Riachuelo (LR)    | Ángel Sandrín                     | 19 de noviembre | 11:00 |
| Ameghino (VM)     | 52-69 | Montmartre        | La Leonera                        | 19 de noviembre | 19:00 |
| Ameghino (VM)     | 61-55 | Riachuelo (LR)    | La Leonera                        | 20 de noviembre | 18:00 |
| Instituto         | 47-62 | Montmartre        | Ángel Sandrín                     | 20 de noviembre | 19:00 |
| Ciclista Olímpico | 49-60 | Quimsa            | Vicente Rosales                   | 20 de noviembre | 20:00 |
| Ciclista Olímpico | 58-48 | Ameghino (VM)     | Vicente Rosales                   | 26 de noviembre | 20:00 |
| Ciclista Olímpico | 58-44 | Instituto         | Vicente Rosales                   | 27 de noviembre | 18:00 |
| Riachuelo (LR)    | 61-69 | Montmartre        | Superdomo                         | 27 de noviembre | 19:00 |
| Quimsa            | 46-39 | Ameghino (VM)     | Ciudad                            | 27 de noviembre | 20:00 |

| Riachuelo (LR)    | 41-63 | Ciclista Olímpico | Superdomo                         | 3 de diciembre  | 21:00 |
| Montmartre        | 60-56 | Quimsa            | Polideportivo Fray Mamerto Esquiú | 3 de diciembre  | 21:00 |
| Instituto         | 56-38 | Ameghino (VM)     | Ángel Sandrín                     | 4 de diciembre  | 18:00 |
| Montmartre        | 60-50 | Ciclista Olímpico | Polideportivo Fray Mamerto Esquiú | 4 de diciembre  | 20:00 |
| Riachuelo (LR)    | 41-52 | Quimsa            | Superdomo                         | 4 de diciembre  | 20:00 |
| Quimsa            | 76-59 | Montmartre        | Ciudad                            | 10 de diciembre | 19:00 |
| Ciclista Olímpico | 57-59 | Riachuelo (LR)    | Vicente Rosales                   | 10 de diciembre | 21:00 |
| Ameghino (VM)     | 49-44 | Instituto         | La Leonera                        | 11 de diciembre | 18:00 |
| Quimsa            | 44-32 | Riachuelo (LR)    | Ciudad                            | 11 de diciembre | 20:00 |
| Ciclista Olímpico | 48-40 | Montmartre        | Vicente Rosales                   | 11 de diciembre | 21:00 |

| 16/12 y 17/12, disputa del Final 4. |
| ----------------------------------- |

| 18/12 a 13/1, semanas del receso estival. |
| ----------------------------------------- |

| Ameghino (VM)  | 60-55 | Ciclista Olímpico | La Leonera          | 14 de enero | 21:00 |
| Instituto      | 43-50 | Ciclista Olímpico | Ángel Sandrín       | 15 de enero | 22:00 |
| Instituto      | 36-55 | Quimsa            | Ángel Sandrín       | 16 de enero | 22:00 |
| Ameghino (VM)  | 36-51 | Quimsa            | La Leonera          | 17 de enero | 21:00 |
| Riachuelo (LR) | 57-53 | Ameghino (VM)     | Superdomo           | 21 de enero | 20:00 |
| Montmartre     | 71-55 | Instituto         | Fray Mamerto Esquiú | 21 de enero | 21:00 |
| Quimsa         | 56-45 | Ciclista Olímpico | Ciudad              | 22 de enero | 18:30 |
| Riachuelo (LR) | 43-40 | Instituto         | Superdomo           | 22 de enero | 20:00 |
| Montmartre     | 59-53 | Ameghino (VM)     | Fray Mamerto Esquiú | 22 de enero | 21:00 |
| Riachuelo (LR) | 63-59 | Ciclista Olímpico | Superdomo           | 28 de enero | 21:00 |
| Montmartre     | 40-61 | Quimsa            | Fray Mamerto Esquiú | 28 de enero | 21:00 |
| Montmartre     | 67-50 | Ciclista Olímpico | Fray Mamerto Esquiú | 29 de enero | 21:00 |
| Riachuelo (LR) | 49-45 | Quimsa            | Superdomo           | 29 de enero | 21:00 |

| Instituto         | 46-36 | Ameghino (VM)  | Ángel Sandrín   | 2 de febrero  | 19:00 |
| Riachuelo (LR)    | 72-56 | Montmartre     | Superdomo       | 4 de febrero  | 12:00 |
| Ciclista Olímpico | 46-33 | Ameghino (VM)  | Vicente Rosales | 7 de febrero  | 21:00 |
| Quimsa            | 58-43 | Instituto      | Ciudad          | 7 de febrero  | 22:00 |
| Quimsa            | 49-46 | Ameghino (VM)  | Ciudad          | 8 de febrero  | 21:00 |
| Ciclista Olímpico | 36-53 | Instituto      | Vicente Rosales | 8 de febrero  | 22:00 |
| Instituto         | 46-36 | Riachuelo (LR) | Ángel Sandrín   | 11 de febrero | 18:00 |
| Ameghino (VM)     | 55-56 | Montmartre     | La Leonera      | 11 de febrero | 20:00 |
| Ameghino (VM)     | 62-59 | Riachuelo (LR) | La Leonera      | 12 de febrero | 21:00 |
| Ciclista Olímpico | 49-59 | Quimsa         | Vicente Rosales | 12 de febrero | 21:00 |
| Instituto         | 45-41 | Montmartre     | Ángel Sandrín   | 12 de febrero | 21:00 |

#### Conferencia sur

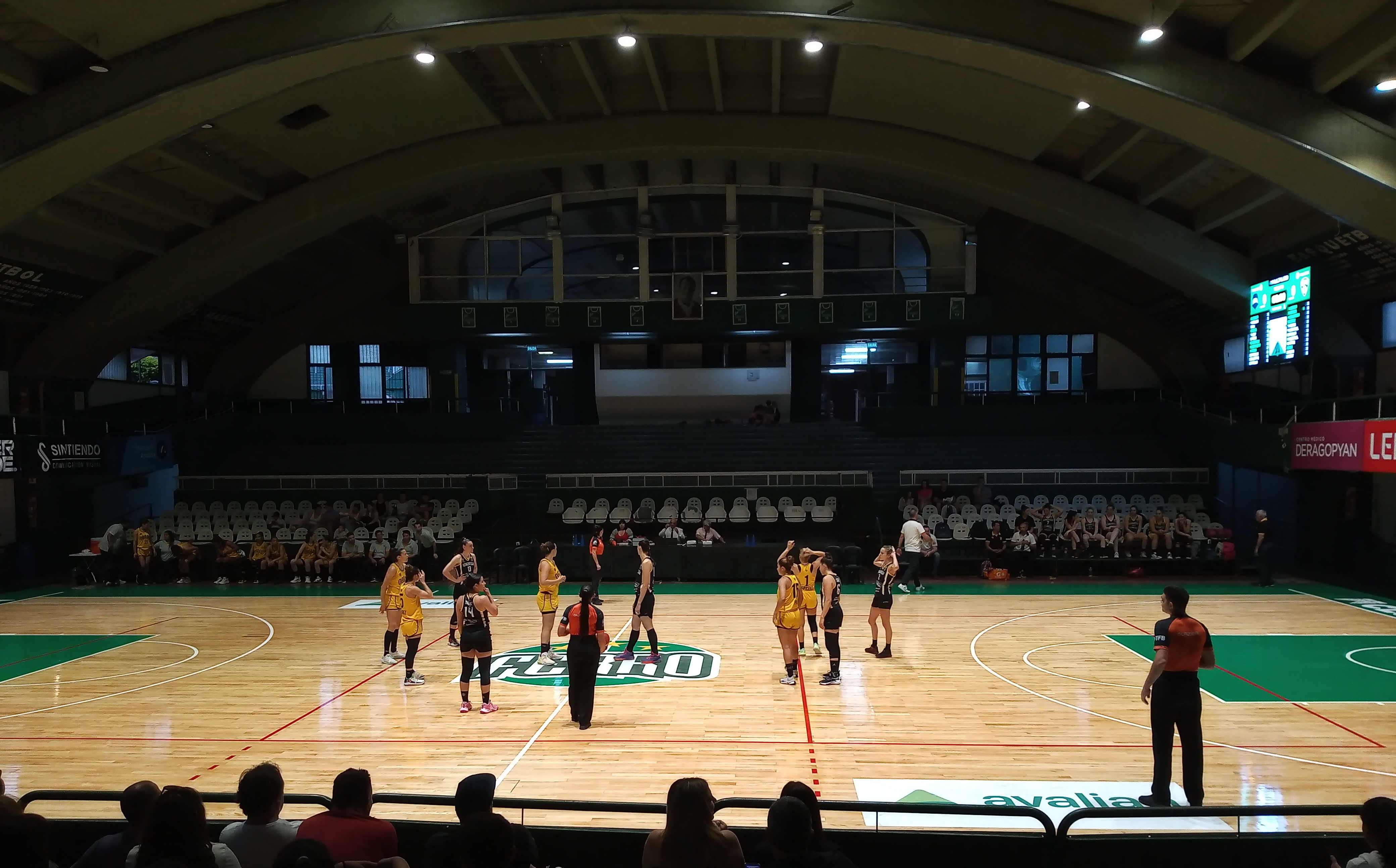
Partido entre Obras Basket y Deportivo Berazategui por la conferencia sur

| Equipo | Equipo                | PJ | PG | PP | Pts |
| ------ | --------------------- | -- | -- | -- | --- |
| 1.º    | Obras Basket          | 20 | 17 | 3  | 37  |
| 2.º    | Unión Florida         | 20 | 11 | 9  | 31  |
| 3.º    | Deportivo Berazategui | 20 | 11 | 9  | 31  |
| 4.º    | Pacífico (Neuquén)    | 20 | 8  | 12 | 28  |
| 5.º    | Tomás de Rocamora     | 20 | 7  | 13 | 27  |
| 6.º    | Ferro (Buenos Aires)  | 20 | 6  | 14 | 26  |

|  |                               |
|  | Clasificados a los play-offs. |
|  | Clasificados al play-in.      |

| Tomás de Rocamora     | 56-64 | Ferro (BA)            | Julio Paccagnella       | 29 de octubre   | 17:00 |
| Pacifico (N)          | 67-73 | Deportivo Berazategui | Viejo Ramírez           | 29 de octubre   | 18:00 |
| Pacífico (N)          | 63-54 | Deportivo Berazategui | Viejo Ramírez           | 30 de octubre   | 14:00 |
| Tomás de Rocamora     | 58-60 | Ferro (BA)            | Julio Paccagnella       | 30 de octubre   | 17:00 |
| Unión Florida         | 37-64 | Obras Basket          | Ciudad de Vicente López | 30 de octubre   | 19:00 |
| Obras Basket          | 59-44 | Unión Florida         | Obras Sanitarias        | 1 de noviembre  | 22:00 |
| Unión Florida         | 50-61 | Tomás de Rocamora     | Ciudad de Vicente López | 5 de noviembre  | 21:00 |
| Obras Basket          | 58-50 | Tomás de Rocamora     | Obras Sanitarias        | 6 de noviembre  | 17:00 |
| Unión Florida         | 50-52 | Pacífico (N)          | Ciudad de Vicente López | 6 de noviembre  | 20:00 |
| Ferro (BA)            | 57-63 | Pacífico (N)          | Héctor Etchart          | 7 de noviembre  | 18:30 |
| Obras Basket          | 45-51 | Deportivo Berazategui | Obras Sanitarias        | 8 de noviembre  | 19:00 |
| Deportivo Berazategui | 64-55 | Ferro (BA)            | Héctor Etchart          | 12 de noviembre | 20:00 |
| Pacífico (N)          | 73-64 | Obras Basket          | Viejo Ramírez           | 12 de noviembre | 21:00 |
| Pacífico (N)          | 66-74 | Obras Basket          | Viejo Ramírez           | 13 de noviembre | 18:00 |
| Ferro (BA)            | 61-66 | Deportivo Berazategui | Héctor Etchart          | 13 de noviembre | 20:00 |
| Unión Florida         | 51-46 | Deportivo Berazategui | Ciudad de Vicente López | 17 de noviembre | 21:30 |
| Pacífico (N)          | 59-56 | Tomás de Rocamora     | Viejo Ramírez           | 19 de noviembre | 21:00 |
| Pacífico (N)          | 68-48 | Tomás de Rocamora     | Viejo Ramírez           | 20 de noviembre | 18:00 |
| Unión Florida         | 57-50 | Ferro (BA)            | Ciudad de Vicente López | 20 de noviembre | 20:00 |
| Deportivo Berazategui | 58-71 | Obras Basket          | Héctor Etchart          | 20 de noviembre | 20:00 |
| Obras Basket          | 69-37 | Deportivo Berazategui | Obras Sanitarias        | 21 de noviembre | 19:00 |
| Deportivo Berazategui | 65-68 | Tomás de Rocamora     | Héctor Etchart          | 26 de noviembre | 20:00 |
| Unión Florida         | 59-40 | Pacífico (N)          | Ciudad de Vicente López | 27 de noviembre | 16:00 |
| Ferro (BA)            | 42-49 | Tomás de Rocamora     | Héctor Etchart          | 27 de noviembre | 20:00 |
| Obras Basket          | 63-56 | Pacífico (N)          | Obras Sanitarias        | 28 de noviembre | 19:00 |
| Deportivo Berazategui | 61-54 | Unión Florida         | Héctor Etchart          | 29 de noviembre | 20:00 |

| Tomás de Rocamora     | 43-42 | Unión Florida     | Julio Paccagnella       | 3 de diciembre  | 20:30 |
| Deportivo Berazategui | 49-45 | Pacífico (N)      | Héctor Etchart          | 3 de diciembre  | 20:30 |
| Ferro (BA)            | 67-52 | Pacífico (N)      | Héctor Etchart          | 4 de diciembre  | 16:00 |
| Tomás de Rocamora     | 59-50 | Unión Florida     | Julio César Paccagnella | 4 de diciembre  | 20:00 |
| Obras Basket          | 57-51 | Ferro (BA)        | Obras Sanitarias        | 6 de diciembre  | 22:00 |
| Ferro (BA)            | 52-57 | Unión Florida     | Héctor Etchart          | 10 de diciembre | 19:00 |
| Deportivo Berazategui | 63-51 | Tomás de Rocamora | Héctor Etchart          | 10 de diciembre | 21:30 |
| Obras Basket          | 84-51 | Tomás de Rocamora | Obras Sanitarias        | 11 de diciembre | 19:00 |
| Ferro (BA)            | 50-59 | Obras Basket      | Héctor Etchart          | 12 de diciembre | 16:00 |

| 16/12 y 17/12, disputa del Final 4. |
| ----------------------------------- |

| 18/12 a 13/1, semanas del receso estival. |
| ----------------------------------------- |

| Unión Florida         | 80-44 | Ferro (BA)            | Ciudad de Vicente López | 13 de enero | 19:00 |
| Deportivo Berazategui | 49-63 | Obras Basket          | Héctor Etchart          | 13 de enero | 19:00 |
| Tomás de Rocamora     | 53-63 | Pacífico (N)          | Julio Paccagnella       | 14 de enero | 20:00 |
| Tomás de Rocamora     | 43-36 | Pacífico (N)          | Julio Paccagnella       | 15 de enero | 11:00 |
| Ferro (BA)            | 63-48 | Deportivo Berazategui | Héctor Etchart          | 15 de enero | 19:00 |
| Obras Basket          | 68-55 | Unión Florida         | Obras Sanitarias        | 18 de enero | 19:00 |
| Deportivo Berazategui | 64-60 | Ferro (BA)            | Héctor Etchart          | 21 de enero | 18:00 |
| Unión Florida         | 65-48 | Tomás de Rocamora     | Ciudad de Vicente López | 22 de enero | 18:00 |
| Unión Florida         | 61-57 | Obras Basket          | Ciudad de Vicente López | 24 de enero | 21:30 |
| Ferro (BA)            | 69-55 | Tomás de Rocamora     | Héctor Etchart          | 28 de enero | 21:00 |
| Deportivo Berazategui | 58-51 | Pacífico (N)          | Héctor Etchart          | 28 de enero | 21:00 |
| Obras Basket          | 63-52 | Pacífico (N)          | Obras Sanitarias        | 29 de enero | 20:00 |
| Ferro (BA)            | 43-64 | Unión Florida         | Héctor Etchart          | 29 de enero | 21:00 |

| Tomás de Rocamora     | 55-60 | Deportivo Berazategui | Julio Paccagnella       | 4 de febrero  | 20:00 |
| Pacífico (N)          | 55-65 | Unión Florida         | Viejo Ramírez           | 4 de febrero  | 21:00 |
| Ferro (BA)            | 38-79 | Obras Basket          | Héctor Etchart          | 5 de febrero  | 19:00 |
| Tomás de Rocamora     | 52-51 | Deportivo Berazategui | Julio Paccagnella       | 5 de febrero  | 20:00 |
| Pacífico (N)          | 77-79 | Unión Florida         | Viejo Ramírez           | 5 de febrero  | 21:00 |
| Obras Basket          | 64-36 | Ferro (BA)            | Obras Sanitarias        | 6 de febrero  | 19:00 |
| Pacífico (N)          | 66-64 | Ferro (BA)            | Viejo Ramírez           | 11 de febrero | 18:00 |
| Deportivo Berazategui | 50-49 | Unión Florida         | Héctor Etchart          | 11 de febrero | 19:00 |
| Tomás de Rocamora     | 41-51 | Obras Basket          | Julio Paccagnella       | 11 de febrero | 21:00 |
| Pacífico (N)          | 48-70 | Ferro (BA)            | Viejo Ramírez           | 12 de febrero | 19:00 |
| Unión Florida         | 65-51 | Deportivo Berazategui | Ciudad de Vicente López | 12 de febrero | 19:00 |
| Tomás de Rocamora     | 54-61 | Obras Basket          | Julio Paccagnella       | 12 de febrero | 19:00 |

### Torneo intermedio, Final 4
El Final 4 de esta temporada es el torneo intermedio que disputan los cuatro mejores equipos del certamen al cabo de la primera ronda de partidos. Para la clasificación se tuvieron en cuenta que todos los elencos hubiesen disputado al menos 10 partidos. El torneo se disputó en el Estadio Ruca Che de la ciudad de Neuquén y Obras Basket fue el campeón, que además logró un cupo a la Liga Sudamérica 2023.

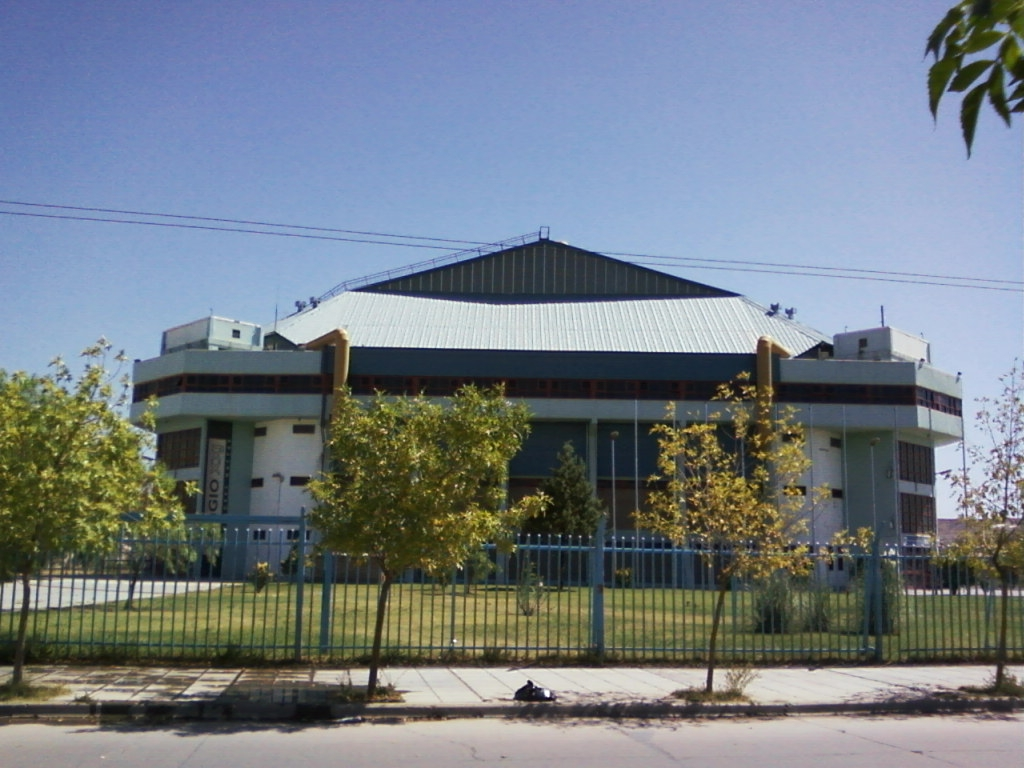
Estadio Ruca Che.

| Equipo | Equipo                 | PJ | PG | PP | Pts |
| ------ | ---------------------- | -- | -- | -- | --- |
| 1.º    | Quimsa                 | 10 | 8  | 2  | 18  |
| 2.º    | Montmartre             | 10 | 6  | 4  | 16  |
| 3.º    | Instituto              | 10 | 6  | 4  | 16  |
| 4.º    | Ciclista Olímpico      | 10 | 5  | 5  | 15  |
| 5.º    | Ameghino (Villa María) | 10 | 3  | 7  | 13  |
| 6.º    | Riachuelo (La Rioja)   | 10 | 2  | 8  | 12  |

|  |                          |
|  | Clasificados al Final 4. |

| Equipo | Equipo                | PJ | PG | PP | Pts |
| ------ | --------------------- | -- | -- | -- | --- |
| 1.º    | Obras Basket          | 10 | 8  | 2  | 18  |
| 2.º    | Pacífico (Neuquén)    | 10 | 4  | 6  | 16  |
| 3.º    | Deportivo Berazategui | 10 | 5  | 5  | 15  |
| 4.º    | Tomás de Rocamora     | 10 | 5  | 5  | 15  |
| 5.º    | Unión Florida         | 10 | 3  | 7  | 13  |
| 6.º    | Ferro (Buenos Aires)  | 9  | 3  | 6  | 12  |

|  |                          |
|  | Clasificados al Final 4. |

|  | Semifinales | Semifinales  | Semifinales |              |    | Final  | Final | Final |  |
|  |             |              |             |              |    |        |       |       |  |
|  |             |              |             |              |    |        |       |       |  |
|  | 1N          | Quimsa       | 57          |              |    |        |       |       |  |
|  | 1N          | Quimsa       | 57          |              |    |        |       |       |  |
|  | 2S          | Pacífico (N) | 47          |              |    |        |       |       |  |
|  | 2S          | Pacífico (N) | 47          |              | 1N | Quimsa | 46    |       |  |
|  |             |              |             |              | 1N | Quimsa | 46    |       |  |
|  |             |              | 1S          | Obras Basket | 62 |        |       |       |  |
|  | 1S          | Obras Basket | 1S          | Obras Basket | 62 | 69     |       |       |  |
|  | 1S          | Obras Basket |             |              |    | 69     |       |       |  |
|  | 2N          | Montmartre   | 47          |              |    |        |       |       |  |
|  | 2N          | Montmartre   | 47          |              |    |        |       |       |  |
|  |             |              |             |              |    |        |       |       |  |

Semifinales
| 16 de diciembre, 19:00 | Obras Basket                                                         | 69–47                | Montmartre                                                 | Neuquén                                                                       |  |
|                        | Parciales: 11-10, 16-14, 18-4, 24-19                                 |                      |                                                            |                                                                               |  |
|                        | Estadísticas Luciana Delabarba 19 Belén Echeverría 8 Nicole Tapari 2 | Reporte Pts Reb Asts | Estadísticas 8 Dana Soto 6 Mabel Martínez 3 Anahí Albornoz | Pabellón: Estadio Ruca Che Árbitros: * F. Dearmas * P. Vivanco * L. J. Chaves |  |

| 16 de diciembre, 21:30 | Quimsa                                                              | 57–47                | Pacífico (Neuquén)                                                        | Neuquén                                                                   |  |
|                        | Parciales: 15-10, 17-17, 9-10, 16-10                                |                      |                                                                           |                                                                           |  |
|                        | Estadísticas Sofía Acevedo 14 Malvina D'Agostino 15 Rocío Estrada 2 | Reporte Pts Reb Asts | Estadísticas 13 Sofía Paoli Carranza 8 Sofía Paoli Carranza 4 Nadia Frete | Pabellón: Estadio Ruca Che Árbitros: * F. Benzer * L. Luna * E. Menquinez |  |

Final
| 17 de diciembre, 19:00 | Quimsa                                                             | 46–62                | Obras Basket                                                   | Neuquén                                                                    |  |
|                        | Parciales: 11-17, 10-19, 9-13, 16-13                               |                      |                                                                |                                                                            |  |
|                        | Estadísticas Malvina D'Agostino 12 María Delgado 5 3 Sofía Acevedo | Reporte Pts Reb Asts | Estadísticas 21 Camila Suárez 8 Dalma Piri 2 Luciana Delabarba | Pabellón: Estadio Ruca Che Árbitros: * F. Benzer * F. Dearmas * P. Vivanco |  |

### Segunda fase; play-offs

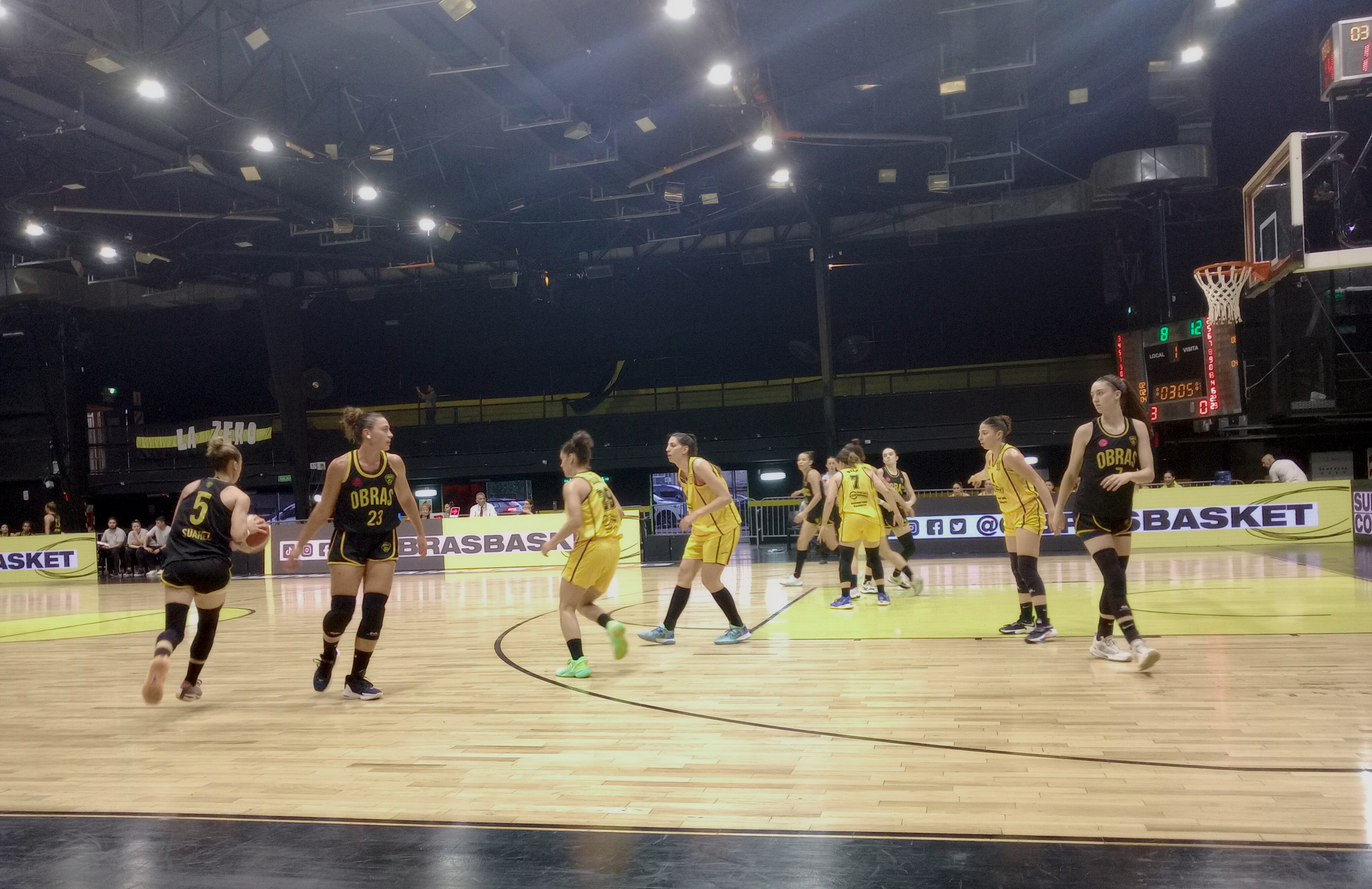
Segunda final por la conferencia sur entre Obras y Deportivo Berazategui

#### Cuadro
|  | Reclasificación | Reclasificación   | Reclasificación |                       |   | Semifinales de conferencia | Semifinales de conferencia | Semifinales de conferencia |  |    | Finales de conferencia | Finales de conferencia | Finales de conferencia |   |  | Final nacional | Final nacional | Final nacional |  |
|  |                 |                   |                 |                       |   |                            |                            |                            |  |    |                        |                        |                        |   |  |                |                |                |  |
|  |                 |                   |                 |                       |   |                            |                            |                            |  |    |                        |                        |                        |   |  |                |                |                |  |
|  |                 |                   |                 |                       |   |                            |                            |                            |  |    |                        |                        |                        |   |  |                |                |                |  |
|  |                 |                   |                 |                       |   |                            |                            |                            |  |    |                        |                        |                        |   |  |                |                |                |  |
|  |                 |                   |                 |                       |   |                            |                            |                            |  |    |                        |                        |                        |   |  |                |                |                |  |
|  |                 | 1N                | Quimsa          | 2                     |   |                            |                            |                            |  |    |                        |                        |                        |   |  |                |                |                |  |
|  |                 |                   |                 | 2                     |   |                            |                            |                            |  |    |                        |                        |                        |   |  |                |                |                |  |
|  |                 |                   | 4N              | Ciclista Olímpico     | 0 |                            |                            |                            |  |    |                        |                        |                        |   |  |                |                |                |  |
|  | 4N              | Ciclista Olímpico | 4N              | Ciclista Olímpico     | 0 | 1                          |                            |                            |  |    |                        |                        |                        |   |  |                |                |                |  |
|  | 4N              | Ciclista Olímpico |                 |                       |   |                            |                            |                            |  |    |                        |                        |                        |   |  |                |                |                |  |
|  | 5N              | Riachuelo (LR)    | 0               |                       |   |                            |                            |                            |  |    |                        |                        |                        |   |  |                |                |                |  |
|  | 5N              | Riachuelo (LR)    | 0               |                       |   |                            |                            |                            |  | 1N | Quimsa                 | 2                      |                        |   |  |                |                |                |  |
|  |                 |                   |                 |                       |   |                            |                            |                            |  | 1N | Quimsa                 | 2                      |                        |   |  |                |                |                |  |
|  |                 |                   | 3N              | Instituto             | 0 |                            |                            |                            |  |    |                        |                        |                        |   |  |                |                |                |  |
|  |                 |                   | 3N              | Instituto             | 0 |                            |                            |                            |  |    |                        |                        |                        |   |  |                |                |                |  |
|  |                 |                   |                 |                       |   |                            |                            |                            |  |    |                        |                        |                        |   |  |                |                |                |  |
|  |                 |                   |                 |                       |   |                            |                            |                            |  |    |                        |                        |                        |   |  |                |                |                |  |
|  |                 | 2N                | Montmartre      | 0                     |   |                            |                            |                            |  |    |                        |                        |                        |   |  |                |                |                |  |
|  |                 |                   |                 | 0                     |   |                            |                            |                            |  |    |                        |                        |                        |   |  |                |                |                |  |
|  |                 |                   | 3N              | Instituto             | 2 |                            |                            |                            |  |    |                        |                        |                        |   |  |                |                |                |  |
|  |                 |                   | 3N              | Instituto             | 2 |                            |                            |                            |  |    |                        |                        |                        |   |  |                |                |                |  |
|  |                 |                   |                 |                       |   |                            |                            |                            |  |    |                        |                        |                        |   |  |                |                |                |  |
|  |                 |                   |                 |                       |   |                            |                            |                            |  |    |                        |                        |                        |   |  |                |                |                |  |
|  |                 |                   |                 |                       |   |                            |                            |                            |  |    |                        | 1N                     | Quimsa                 | 0 |  |                |                |                |  |
|  |                 |                   |                 |                       |   |                            |                            |                            |  |    |                        |                        |                        | 0 |  |                |                |                |  |
|  |                 |                   | 3S              | Deportivo Berazategui | 3 |                            |                            |                            |  |    |                        |                        |                        |   |  |                |                |                |  |
|  |                 |                   | 3S              | Deportivo Berazategui | 3 |                            |                            |                            |  |    |                        |                        |                        |   |  |                |                |                |  |
|  |                 |                   |                 |                       |   |                            |                            |                            |  |    |                        |                        |                        |   |  |                |                |                |  |
|  |                 |                   |                 |                       |   |                            |                            |                            |  |    |                        |                        |                        |   |  |                |                |                |  |
|  |                 | 1S                | Obras Basket    | 2                     |   |                            |                            |                            |  |    |                        |                        |                        |   |  |                |                |                |  |
|  |                 |                   |                 | 2                     |   |                            |                            |                            |  |    |                        |                        |                        |   |  |                |                |                |  |
|  |                 |                   | 5S              | Tomás de Rocamora     | 0 |                            |                            |                            |  |    |                        |                        |                        |   |  |                |                |                |  |
|  | 4S              | Pacífico (N)      | 5S              | Tomás de Rocamora     | 0 | 0                          |                            |                            |  |    |                        |                        |                        |   |  |                |                |                |  |
|  | 4S              | Pacífico (N)      |                 |                       |   |                            |                            |                            |  |    |                        |                        |                        |   |  |                |                |                |  |
|  | 5S              | Tomás de Rocamora | 1               |                       |   |                            |                            |                            |  |    |                        |                        |                        |   |  |                |                |                |  |
|  | 5S              | Tomás de Rocamora | 1               |                       |   |                            |                            |                            |  | 1S | Obras Basket           | 0                      |                        |   |  |                |                |                |  |
|  |                 |                   |                 |                       |   |                            |                            |                            |  | 1S | Obras Basket           | 0                      |                        |   |  |                |                |                |  |
|  |                 |                   | 3S              | Deportivo Berazategui | 2 |                            |                            |                            |  |    |                        |                        |                        |   |  |                |                |                |  |
|  |                 |                   | 3S              | Deportivo Berazategui | 2 |                            |                            |                            |  |    |                        |                        |                        |   |  |                |                |                |  |
|  |                 |                   |                 |                       |   |                            |                            |                            |  |    |                        |                        |                        |   |  |                |                |                |  |
|  |                 |                   |                 |                       |   |                            |                            |                            |  |    |                        |                        |                        |   |  |                |                |                |  |
|  |                 | 2S                | Unión Florida   | 1                     |   |                            |                            |                            |  |    |                        |                        |                        |   |  |                |                |                |  |
|  |                 |                   |                 | 1                     |   |                            |                            |                            |  |    |                        |                        |                        |   |  |                |                |                |  |
|  |                 |                   | 3S              | Deportivo Berazategui | 2 |                            |                            |                            |  |    |                        |                        |                        |   |  |                |                |                |  |
|  |                 |                   | 3S              | Deportivo Berazategui | 2 |                            |                            |                            |  |    |                        |                        |                        |   |  |                |                |                |  |
|  |                 |                   |                 |                       |   |                            |                            |                            |  |    |                        |                        |                        |   |  |                |                |                |  |
|  |                 |                   |                 |                       |   |                            |                            |                            |  |    |                        |                        |                        |   |  |                |                |                |  |
|  |                 |                   |                 |                       |   |                            |                            |                            |  |    |                        |                        |                        |   |  |                |                |                |  |
|  |                 |                   |                 |                       |   |                            |                            |                            |  |    |                        |                        |                        |   |  |                |                |                |  |

Nota: Los equipos ubicados en la primera línea obtuvieron ventaja de localía.
Los resultados a la derecha de cada equipo representan los partidos ganados en la serie.

#### Reclasificación

##### Conferencia norte
Ciclista Olímpico - Riachuelo (La Rioja)
| 16 de febrero, 22:00 | Ciclista Olímpico                                            | 52–40                | Riachuelo (LR)                                                       | La Banda                                                                       |  |
|                      | Parciales: 10-11, 12-5, 17-10, 13-14                         |                      |                                                                      |                                                                                |  |
|                      | Estadísticas Melina Niz 14 Stefania Lucero 8 Laila Raviolo 3 | Reporte Pts Reb Asts | Estadísticas 12 Florencia Ortiz 10 Florencia Ortiz 3 Florencia Ortiz | Pabellón: Vicente Rosales Árbitros: * S. Díaz Demichelis * M. Gauna * S. Nocco |  |

##### Conferencia sur
Pacífico (Neuquén) - Tomás de Rocamora
| 16 de febrero, 18:00 | Pacífico                                                    | 58–59                | Tomás de Rocamora                                                      | Neuquén                                                               |  |
|                      | Parciales: 17-13, 12-17, 18-18, 11-11                       |                      |                                                                        |                                                                       |  |
|                      | Estadísticas Ailín Astorga 18 Ailín Astorga 9 Sofía Paoli 1 | Reporte Pts Reb Asts | Estadísticas 12 Malena Maggi 7 Antonella González 4 Antonella González | Pabellón: Viejo Ramírez Árbitros: * M. Stuardo * P. Vivanco * L. Luna |  |

#### Cuartos de final, semifinales de conferencia

##### Conferencia norte
Quimsa - Ciclista Olímpico
| 25 de febrero, 21:00 | Ciclista Olímpico                                | 39–46                | Quimsa                                                              | La Banda                                                                          |  |  |
|                      | Parciales: 9-11, 9-6, 7-19, 14-10                |                      |                                                                     |                                                                                   |  |  |
|                      | Estadísticas Stefania Lucero 11 Jaqueline Soto 3 | Reporte Pts Reb Asts | Estadísticas 16 Sofía Acevedo 12 Malvina D'Agostino 2 María Delgado | Pabellón: Estadio Vicente Rosales Árbitros: * E. Páez * B. Águila Deroy * N. Díaz |  |  |
| Serie: 0-1           |                                                  |                      |                                                                     |                                                                                   |  |  |
|                      |                                                  |                      |                                                                     |                                                                                   |  |  |

| 4 de marzo, 21:00 | Quimsa                                                            | 58–52                | Ciclista Olímpico                                               | Santiago del Estero                                                     |  |  |
|                   | Parciales: 17-17, 11-1, 13-16, 17-18                              |                      |                                                                 |                                                                         |  |  |
|                   | Estadísticas Sofía Acevedo 16 Johanna Puchetti 10 Rocío Estrada 3 | Reporte Pts Reb Asts | Estadísticas 12 Stefanía Lucero 8 Stefanía Lucero 3 Juana Amaya | Pabellón: Estadio Ciudad Árbitros: * M. Montoya * G. Larrosa * M. Gauna |  |  |
| Serie: 2-0        |                                                                   |                      |                                                                 |                                                                         |  |  |
|                   |                                                                   |                      |                                                                 |                                                                         |  |  |

Montmartre - Instituto
| 25 de febrero, 20:00 | Instituto                                                        | 48–35                | Montmartre                                                      | Córdoba                                                                          |  |  |
|                      | Parciales: 9-9, 9-10, 16-8, 14-8                                 |                      |                                                                 |                                                                                  |  |  |
|                      | Estadísticas Agustina García 15 Gisel Botta 10 Agustina García 3 | Reporte Pts Reb Asts | Estadísticas 8 Anahí Albornoz 5 Mabel Martínez 2 Anahí Albornoz | Pabellón: Estadio Ángel Sandrín Árbitros: * B. Tedesco * E. Riera * M. Dinamarca |  |  |
| Serie: 1-0           |                                                                  |                      |                                                                 |                                                                                  |  |  |
|                      |                                                                  |                      |                                                                 |                                                                                  |  |  |

| 4 de marzo, 20:00 | Montmartre                                                     | 59–60                | Instituto                                                               | San Fernando del Valle de Catamarca                                                                        |  |  |
|                   | Parciales: 12-18, 13-13, 17-15, 17-14                          |                      |                                                                         | |  |  |
|                   | Estadísticas María Acevedo 14 Julieta Ibarra 6 Andrea Rebola 9 | Reporte Pts Reb Asts | Estadísticas 19 Celeste Alfaro 10 Giuliana Baccarelli 4 Julia Centurión | Pabellón: Polideportivo Fray Mamerto Esquiú Árbitros: * R. Morales Ibarra * S. Díaz Demichellis * S. Nocco |  |  |
| Serie: 0-2        |                                                                |                      |                                                                         | |  |  |
|                   |                                                                |                      |                                                                         | |  |  |

##### Conferencia sur
Obras Basket - Tomás de Rocamora
| 26 de febrero, 18:30 | Tomás de Rocamora                                                           | 56–59                | Obras Basket                                                           | Concepción del Uruguay                                                                           |  |  |
|                      | Parciales: 13-13, 18-4, 9-19, 8-12 (T.E.: 8-11)                             |                      |                                                                        |                                                                                                  |  |  |
|                      | Estadísticas Antonella González 15 Agostina González 7 Antonella González 3 | Reporte Pts Reb Asts | Estadísticas 23 Camila Suárez 13 Candela Gentinetta 2 Belén Echeverría | Pabellón: Estadio Julio César Paccagnela Árbitros: * R. Morales Ibarra * N. Sartori * C. Cáceres |  |  |
| Serie: 0-1           |                                                                             |                      |                                                                        |                                                                                                  |  |  |
|                      |                                                                             |                      |                                                                        |                                                                                                  |  |  |

| 4 de marzo, 19:00 | Obras Basket                                                            | 57–50                | Tomás de Rocamora                                     | Buenos Aires                                                                       |  |  |
|                   | Parciales: 11-10, 10-10, 16-13, 12-16 (T.E.: 8-1)                       |                      |                                                       |                                                                                    |  |  |
|                   | Estadísticas Belén Echeverría 19 Belén Echeverría 11 Belén Echeverría 3 | Reporte Pts Reb Asts | Estadísticas 16 Rocío Díaz 6 Ailen Ayala 4 Rocío Díaz | Pabellón: Estadio Obras Sanitarias Árbitros: * B.Tedesco * F. Dearmas * E. Aragona |  |  |
| Serie: 2-0        |                                                                         |                      |                                                       |                                                                                    |  |  |
|                   |                                                                         |                      |                                                       |                                                                                    |  |  |

Unión Florida - Deportivo Berazategui
| 25 de febrero, 20:00 | Deportivo Berazategui                                                         | 71–60                | Unión Florida                                              | Buenos Aires                                                                     |  |  |
|                      | Parciales: 16-14, 12-11, 19-15, 24-20                                         |                      |                                                            |                                                                                  |  |  |
|                      | Estadísticas Agustína Jordhueil 14 Agustína Jordhueil 10 Agustína Jordhueil 4 | Reporte Pts Reb Asts | Estadísticas 24 Carla Miculka 6 Delfina Sara 3 Lara Leivas | Pabellón: Estadio Héctor Etchart Árbitros: * D. Schkair * M. Stuardo * E. Diorsi |  |  |
| Serie: 1-0           |                                                                               |                      |                                                            |                                                                                  |  |  |
|                      |                                                                               |                      |                                                            |                                                                                  |  |  |

| 3 de marzo, 21:00 | Unión Florida                                                  | 58–56                | Deportivo Berazategui                                               | Florida                                                                                      |  |  |
|                   | Parciales: 15-10, 12-18, 16-12, 15-16                          |                      |                                                                     |                                                                                              |  |  |
|                   | Estadísticas Carla Miculka 17 Carla Miculka 8 Julieta Sienra 3 | Reporte Pts Reb Asts | Estadísticas 19 María Jordheuil 8 María Jordheuil 4 María Jordheuil | Pabellón: Estadio Ciudad de Vicente López Árbitros: * F. Benzer * L. Spanghero * F. Olivieri |  |  |
| Serie: 1-1        |                                                                |                      |                                                                     |                                                                                              |  |  |
|                   |                                                                |                      |                                                                     |                                                                                              |  |  |

| 5 de marzo, 19:00 | Unión Florida                                                  | 51–59                | Deportivo Berazategui                                                  | Florida                                                                                      |  |  |
|                   | Parciales: 21-12, 7-15, 3-17, 20-15                            |                      |                                                                        |                                                                                              |  |  |
|                   | Estadísticas Carla Miculka 15 Myriam Alonso 9 Julieta Sienra 5 | Reporte Pts Reb Asts | Estadísticas 20 María Jourdheuil 9 María Jourdheuil 3 Florencia Galbán | Pabellón: Estadio Ciudad de Vicente López Árbitros: * F. Buscaglia * B. Tedesco * N. Sartori |  |  |
| Serie: 1-2        |                                                                |                      |                                                                        |                                                                                              |  |  |
|                   |                                                                |                      |                                                                        |                                                                                              |  |  |

#### Semifinales, finales de conferencia

##### Conferencia norte
Quimsa - Instituto
| 11 de marzo, 21:00 | Instituto                                                       | 44–61                | Quimsa                                                                | Córdoba                                                                        |  |  |
|                    | Parciales: 5-16, 10-13, 15-15, 14-17                            |                      |                                                                       |                                                                                |  |  |
|                    | Estadísticas Agustina García 13 Gisel Botta 6 Agustina García 2 | Reporte Pts Reb Asts | Estadísticas 19 Johanna Puchetti 3 Malvina D'Agostino 1 Sofía Acevedo | Pabellón: Estadio Ángel Sandrín Árbitros: * M. Prado * L. Spanghero * E. Riera |  |  |
| Serie: 0-1         |                                                                 |                      |                                                                       |                                                                                |  |  |
|                    |                                                                 |                      |                                                                       |                                                                                |  |  |

| 18 de marzo, 20:00 | Quimsa                                                             | 51–40                | Instituto                                                        | Santiago del Estero                                                              |  |  |
|                    | Parciales: 12-12, 14-14, 16-5, 9-9                                 |                      |                                                                  |                                                                                  |  |  |
|                    | Estadísticas Sofía Acevedo 14 Malvina D'Agostino 9 Rocío Estrada 3 | Reporte Pts Reb Asts | Estadísticas 11 Julia Centurión 7 Celeste Alfaro 3 Sofía Cabrera | Pabellón: Estadio Ciudad Árbitros: * R. Morales Ibarra * D. Schkair * B. Tedesco |  |  |
| Serie: 2-0         |                                                                    |                      |                                                                  |                                                                                  |  |  |
|                    |                                                                    |                      |                                                                  |                                                                                  |  |  |

##### Conferencia sur
Obras Basket - Deportivo Berazategui
| 11 de marzo, 19:00 | Deportivo Berazategui                                                       | 64–58                | Obras Basket                                                              | Buenos Aires                                                                      |  |  |
|                    | Parciales: 19-12, 10-14, 14-14, 21-18                                       |                      |                                                                           |                                                                                   |  |  |
|                    | Estadísticas Florencia Fernández 18 Florencia Fernández 10 Agustina Marín 3 | Reporte Pts Reb Asts | Estadísticas 12 Luciana Delabarba 8 Belén Echeverría 3 Candela Gentinetta | Pabellón: Estadio Héctor Etchart Árbitros: * D. Schkair * C. Domingo * C. Quiroga |  |  |
| Serie: 1-0         |                                                                             |                      |                                                                           |                                                                                   |  |  |
|                    |                                                                             |                      |                                                                           |                                                                                   |  |  |

| 18 de marzo, 19:00 | Obras Basket                                                   | 53–61                | Deportivo Berazategui                                             | Buenos Aires                                                                         |  |  |
|                    | Parciales: 11-19, 11-8, 16-12, 15-22                           |                      |                                                                   |                                                                                      |  |  |
|                    | Estadísticas Camila Suárez 23 Camila Suárez 6 Alma Bourgarel 4 | Reporte Pts Reb Asts | Estadísticas 22 María Jourdheuil 8 María Jourdheuil 2 Rocío Cejas | Pabellón: Estadio Obras Sanitarias Árbitros: * F. Buscaglia * M. Stuardo * D. Medero |  |  |
| Serie: 0-2         |                                                                |                      |                                                                   |                                                                                      |  |  |
|                    |                                                                |                      |                                                                   |                                                                                      |  |  |

#### Final del torneo
Quimsa - Deportivo Berazategui
| 24 de marzo, 22:00 | Quimsa                                                                | 45–55                | Deportivo Berazategui                                                   | Santiago del Estero                                                                     |  |  |
|                    | Parciales: 10-14, 15-8, 7-16, 13-17                                   |                      |                                                                         |                                                                                         |  |  |
|                    | Estadísticas Johanna Puchetti 11 Malvina D'Agostino 7 Sofía Acevedo 4 | Reporte Pts Reb Asts | Estadísticas 16 Agustina Marín 9 Florencia Fernández 2 María Jourdheuil | Pabellón: Estadio Ciudad Árbitros: * R. Morales Ibarra * S. Díaz Demichellis * E. Riera |  |  |
| Serie: 0-1         |                                                                       |                      |                                                                         |                                                                                         |  |  |
|                    |                                                                       |                      |                                                                         |                                                                                         |  |  |

| 25 de marzo, 22:00 | Quimsa                                                           | 52–54                | Deportivo Berazategui                                                   | Santiago del Estero                                                    |  |  |
|                    | Parciales: 8-12, 15-12, 13-16, 16-14                             |                      |                                                                         |                                                                        |  |  |
|                    | Estadísticas Johanna Puchetti 14 Lorena Campos 7 María Delgado 2 | Reporte Pts Reb Asts | Estadísticas 14 María Jourdheuil 12 María Jourdheuil 3 María Jourdheuil | Pabellón: Estadio Ciudad Árbitros: * E. Páez * N. Sartori * F. Dearmas |  |  |
| Serie: 0-2         |                                                                  |                      |                                                                         |                                                                        |  |  |
|                    |                                                                  |                      |                                                                         |                                                                        |  |  |

| 30 de marzo, 21:00 | Deportivo Berazategui                                              | 54–49                | Quimsa                                                        | Buenos Aires                                                                        |  |
|                    | Parciales: 14-12, 11-17, 12-13, 17-7                               |                      |                                                               |                                                                                     |  |
|                    | Estadísticas Sofía Wolf 17 Agustina Jourdheuil 11 Agustina Marín 2 | Reporte Pts Reb Asts | Estadísticas 14 María Delgado 6 María Delgado 3 Rocío Estrada | Pabellón: Estadio Héctor Etchart Árbitros: * B. Tedesco * L. Spanghero * P. Vivanco |  |

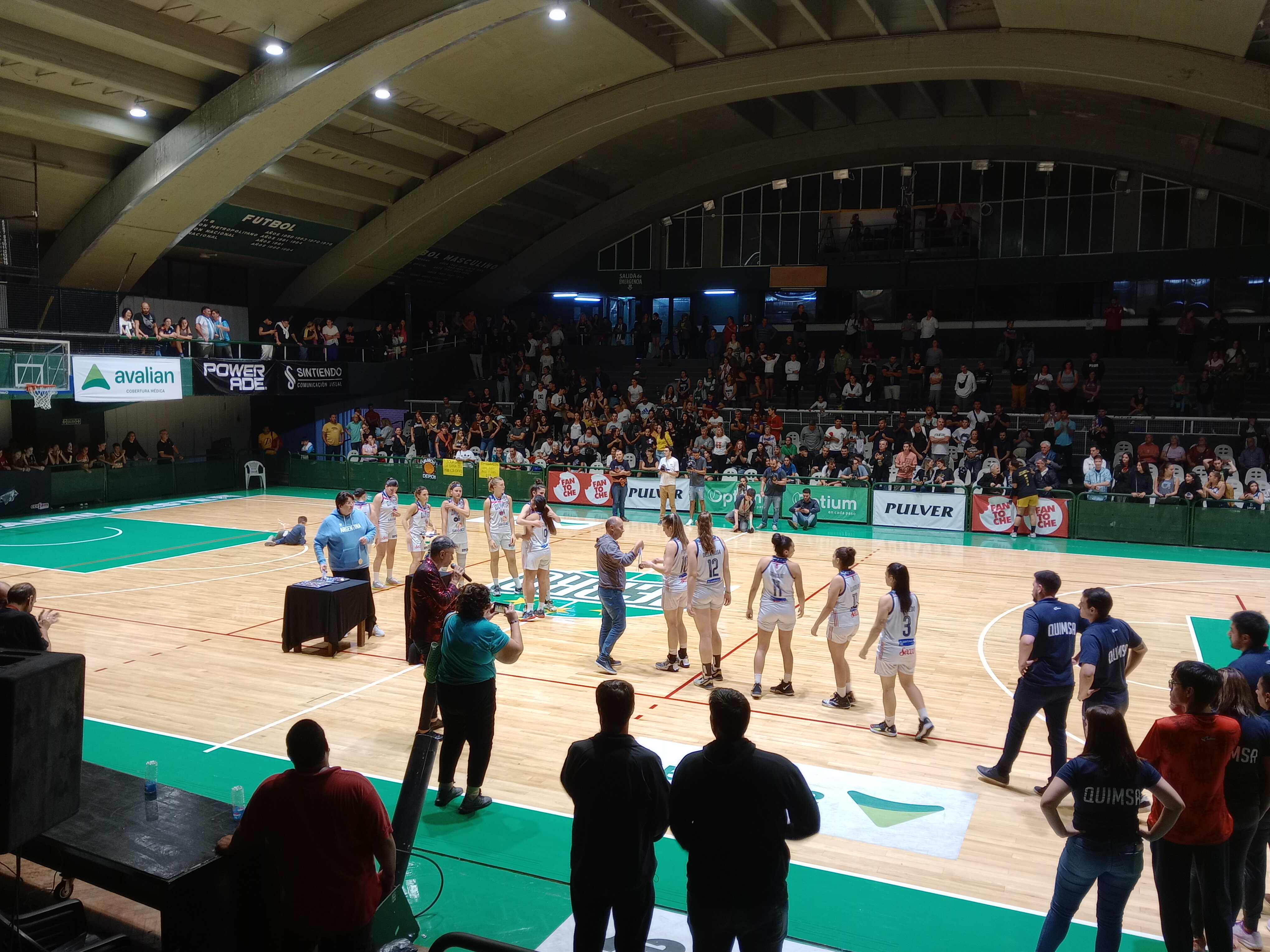
Las jugadoras de Quimsa recibiendo la medalla al segundo puesto
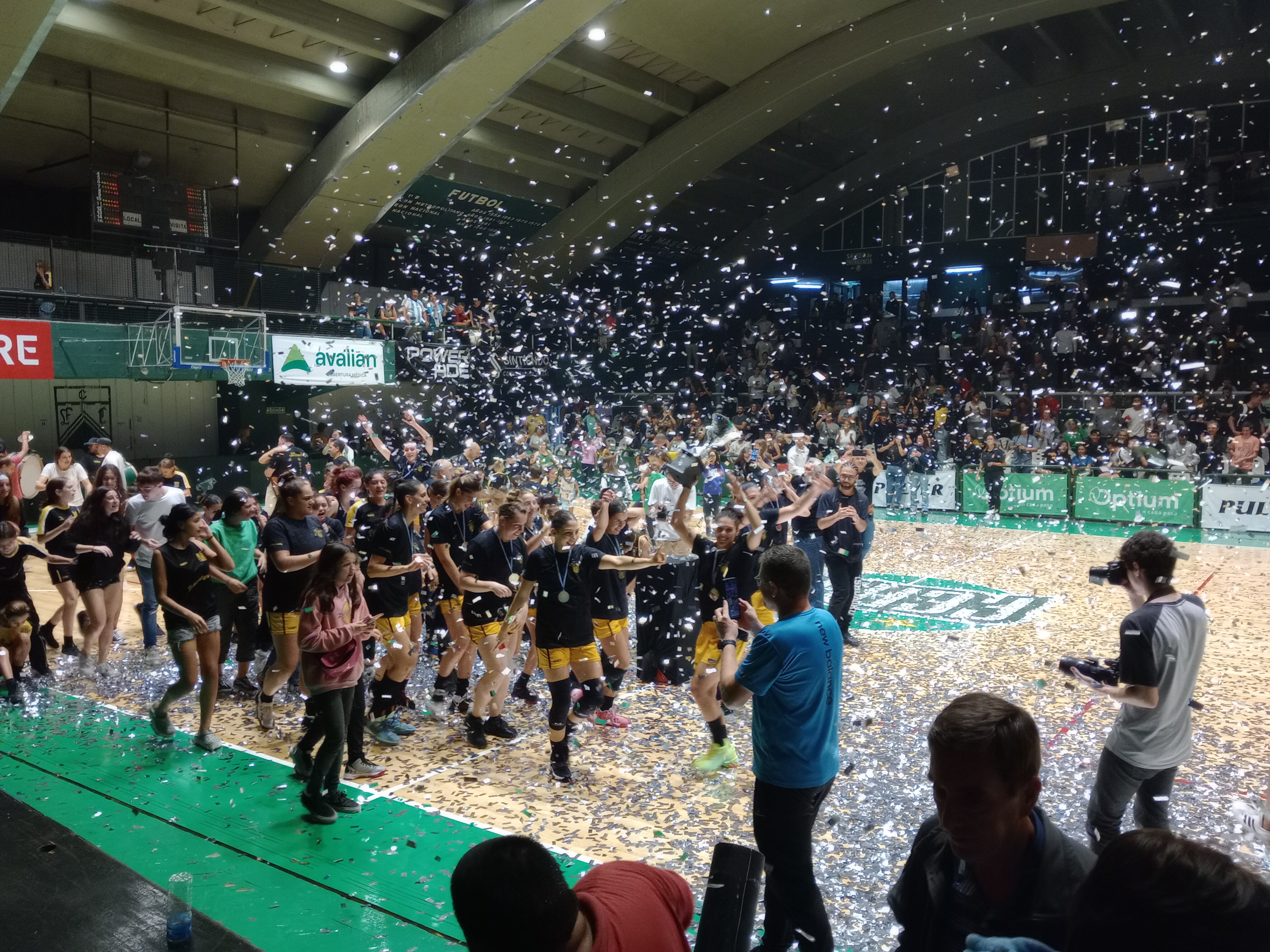
Jugadoras de Berazategui dando la "vuelta olímpica" tras la obtención del título